# Castello di Corniana
Das Castello di Corniana ist eine abgegangene mittelalterliche Höhenburg auf einem Felssporn in der Nähe des Pieve di San Michele Arcangelo im Ortsteil Corniana  der Gemeinde Terenzo in der italienischen Region Emilia-Romagna.

## Geschichte
Die ursprüngliche Festung zur Verteidigung der Siedlung ließ vermutlich der Bischof von Parma Anfang des 13. Jahrhunderts errichten. 1218 griff der Kaiser des Heiligen Römischen Reiches, Friedrich II., in einen Streit über den Besitz des Lehens zwischen der Diözese und der Stadt Parma ein und sprach letzterer den Besitzanspruch an dem Territorium zu. Der Bischof Obizzo Fieschi legte daraufhin Einspruch bei Papst Honorius III. ein, der im Folgejahr der Diözese die Autorität über alle Gebiete zusprach, die sie vorher regiert hatte. Die Übereinkunft zwischen der Stadt und der bischöflichen Autorität wurden 1221 ratifiziert.
1355 gab der Bischof von Parma, Ugolino de’ Rossi, die Festung an seinen Enkel Giacomo und seinen Urenkel Bertrando zur Tilgung einer nicht bezahlten Schuld weiter. 1400 investierte Papst Bonifatius IX. die Rossis offiziell in das Lehen.
Zu Anfang des 15. Jahrhunderts bauten die Einwohner des Siedlung einen hölzernen Turm zur Verteidigung der Gegend gegen die Kämpfe zwischen den Rossis und Ottobuono Terzi. Den rudimentären Turm ließen die Rossis später durch einen gemauerten ersetzen; ihre Rechte an dem Lehen wurden 1413 durch ein kaiserliches Dekret von Sigismund bestätigt.
1448 versuchte der Bischof von Parma, Delfino della Pergola, sich erneut in den Besitz von Corniana und anderen Burgen zu bringen, die einst der Diözese gehörten, war aber nicht erfolgreich.
Pier Maria II. de’ Rossi hinterließ die Burg 1480 testamentarisch seinem Sohn Bertrando, der 1502 ohne Nachkommen starb, sodass das Lehen an den Neffen, Troilo I. de’ Rossi, Graf von San Secondo, fiel, dessen Erben 1530 von Kaiser Karl V. investiert wurden.
1666 verkaufte Scipione I. de’ Rossi, der sich bei dem Versuch, die Herrschaft von San Secondo wiederzuerlangen, überschuldet hatte, das Castello di Corniana an die herzogliche Liegenschaftsverwaltung, die es 1689 an die Markgrafen Boscoli vergaben. Die Burg war schon damals stark ruiniert, aber ein Erdrutsch beschleunigte den Verfall des Gebäudes noch.